# SKA-Wariagi
SKA-Wariagi (ros. СКА-Варяги) – rosyjski klub hokeja na lodzie juniorów z siedzibą w Petersburgu.

## Historia
Drużyna SKA-Wariagi, zlokalizowana w Osiedlu imienia Morozowa, uczestniczyła w rozgrywkach od 2014 do 2016, po sezonie przerwy ponownie w edycji 2017/2018. Po sezonie rozgrywek juniorskich MHL edycji 2017/2018 z ligi została wycofana drużyna SKA-Sieriebrianyje Lwy Sankt Petersburg, a jej miejsce w tych rozgrywkach zajął zespół SKA-Wariagi, zlokalizowany w Petersburgu.
Przed sezonem klub SKA-Wiariagi został przekształcony w Akademija SKA-Junior i przeniesiony do Krasnogorska.

## Szkoleniowcy
Michaił Krawiec
- Michaił Krawiec (2018)
- Lew Bierdiczewski (2018-2019)[8]
- Jurij Dobryszkin (2019/2020)[9]
- Dmitrij Bierszynin (2020/2021)[10]
- Jewgienij Pastiernacki (2021/2022)
- Walerij Afanasjew (2022/2023)

Asystentem w sztabie był też Władimir Potapow.